# Pain Is Beauty
Pain Is Beauty è il terzo album in studio del cantautore e omonimo gruppo americano, Chelsea Wolfe, pubblicato il 3 settembre 2013 attraverso l'etichetta Sargent House.
Tematicamente, si dice che Pain Is Beauty riguardi in gran parte l'amore idealistico. Anche se Wolfe ha anche affermato "Non è un album concettuale. Ci sono molte cose diverse: si tratta di origini, si tratta di natura, si tratta di amore tormentato e di superare le probabilità. In questo album ci sono molti temi diversi." Secondo Wolfe, l'abito rosso che indossa sulla copertina dell'album rappresenta la lava vulcanica. Per quanto riguarda il titolo dell'album, Wolfe ha ammesso, "... ci saranno sempre situazioni che attraversiamo che sono davvero difficili e dobbiamo solo essere forti, e se arriviamo dall'altra parte, diventiamo persone più sagge e le nostre vite diventano più belle. "

## Stile
Consequence descrisse che "l'aggiunta di sintetizzatori e ritmi in sequenza crea un ibrido espansivo dei suoi dei tre album precedenti." Il sito web ha anche notato "tratti distintivi di seducente rock gotico, folk psichico e post-punk" 
Pain Is Beauty è stato ben accolto dai critici musicali alla sua uscita iniziale. Il sito di recensioni Metacritic ha assegnato un punteggio medio di 82 all'album in base a 17 recensioni, indicando "acclamazione universale".
In una recensione positiva di Nate Chinen del New York Times, il recensore ha commentato il tono dell'album osservando che "... l'atmosfera attraente ma soffocante di Pain Is Beauty dovrebbe essere intesa come un preciso calcolo estetico", affermando anche "Pain Is Beauty, il suo quarto album in tre anni, conferma la sua fermezza come cantautrice di intenzioni gotiche, attratta dal fatalismo romantico e dalle belle rovine." Confrontando l'album con i dischi precedenti, ha espresso Heather Phares di AllMusic," Wolfe opta per un suono a tutti gli effetti di quello che ha fatto in Unknown Rooms in un modo più temperato ed eclettico di quello che Apokalypsis ha consegnato ", spiegando:" Con l'aiuto di Ben Chisholm e degli altri suoi collaboratori, è libera di andare praticamente in qualsiasi direzione scelga, e lei finisce per sceglierne un bel po'." Nella recensione di Pitchfork, Jenn Pelly dichiarò che" Le canzoni di Pain di Wolfe enfatizzano costruzioni enormi con un potere inghiottente nella vena dei Cigni..."
Diverse recensioni hanno criticato la coesione dell'album; come osserva Angel of Sputnikmusic, "Sebbene sia possibile che Pain Is Beauty avrebbe beneficiato di un po' più di tempo speso a scrivere canzoni e ad ampliare la direzione generale del suono dell'album, ci sono ancora più canzoni abbastanza impressionanti da rendere questa degna aggiunta al catologo di Wolfe". 

## Tracce
1. Feral Love – 3:22
2. We Hit a Wall – 3:36
3. House of Metal – 5:00
4. The Warden – 3:53
5. Destruction Makes the World Burn Brighter – 2:38
6. Sick – 5:35
7. Kings – 3:59
8. Reins – 5:15
9. Ancestors, the Ancients – 4:35
10. They'll Clap When You're Gone – 5:52
11. The Waves Have Come – 8:29
12. Lone – 2:37